# Benton (Maine)
Benton – miasto w Stanach Zjednoczonych, w stanie Maine, w hrabstwie Kennebec.